# Prionyx simillimus
Prionyx simillimus là một loài côn trùng cánh màng trong họ Sphecidae, thuộc chi Prionyx. Loài này được Fernald miêu tả khoa học đầu tiên năm 1907.